# Diocesi di Hexham
La diocesi di Hexham (in latino: Dioecesis Hagulstadensis) fu una sede soppressa della Chiesa cattolica in Inghilterra distrutta dall’invasione vichinga. 

## Storia

Mappa delle diocesi anglosassoni prima del 925.

La primitiva sede di Hexham fu eretta nel 678 per divisione dell'arcidiocesi di York, in conformità alla politica religiosa di Teodoro di Canterbury che puntava a erigere diverse diocesi per affermare il cattolicesimo sull'isola. Eata fu nominato vescovo di Bernicia con sede a Hexham, mentre Bosa divenne arcivescovo di York, con giurisdizione sulla Deira.
Nel 681 la Bernicia fu divisa in due, con l'erezione (o la restaurazione) della diocesi di Lindisfarne, dove si trasferì il vescovo Eata. Al suo posto, a Hexham, fu nominato Tunberht, abate di Gilling. Sembra che all'epoca la diocesi di Hexham comprendesse il territorio tra i fiumi Aln e Tees, mentre la diocesi di Lindisfarne la parte settentrionale dell'odierno Northumberland.
Nel 684 Tunberht fu deposto, forse per contrasti con il re, e al suo posto venne nominato san Cutberto, monaco di Lindisfarne e patrono della moderna diocesi. L'anno seguente Cutberto e Eata si scambiarono le sedi, e quest'ultimo ritornò a Hexham, che governò tuttavia per poco tempo, morendo nello stesso anno 685 o nel 686.
La diocesi aveva sede nel monastero fondato nel 674 da san Vilfrido, la cui chiesa, dedicata a Sant'Andrea, fungeva da cattedrale della diocesi. Lo stesso Vilfrido, già arcivescovo di York, fu nominato vescovo di Hexham nel 706. Sembra che da questo momento i vescovi di Hexham fossero anche abati del monastero. A Vilfrido succedette un altro santo vescovo, Acca di Hexham, noto per sue conoscenze in teologia e in musica sacra, e che arricchì le chiese della diocesi di altari e arredi sacri. Secondo le cronache anglosassoni, fu deposto, probabilmente nel 731.
Sui vescovi successivi, le notizie sono scarne e desunte unicamente dagli annali dell'epoca, che confluirono nella Historia regum di Simeone di Durham.
Non sono note le cause reali della scomparsa della diocesi anglosassone di Hexham. Le devastanti incursioni dei Vichinghi danesi nella metà del IX secolo furono determinanti nella soppressione della diocesi, il cui territorio passò a Lindisfarne dopo l'821. La chiesa abbaziale di Hexham fu incendiata dai vichinghi nell'875 e questo fatto molto probabilmente causò la fine della vita monastica nella città. Per tutto il resto del Medioevo il territorio della soppressa diocesi fu sottoposto alla giurisdizione di Durham, dove i vescovi di Lindisfarne trasferirono la loro residenza nel 995. L'abbazia di Hexham fu poi ricostruita e la sua chiesa (anglicana dal Cinquecento) è tutt'oggi una delle più importanti della regione.
Una nuova diocesi cattolica di Hexham fu eretta nel 1850, ma nel 1861 modificò il proprio nome in diocesi di Hexham e Newcastle per la traslazione della sede da Hexham a Newcastle.

## Cronotassi dei vescovi
- Sant'Eata † (678 - circa 681 nominato vescovo di Lindisfarne)
- Tunberht o Trumbert † (681 - 684 deposto)
- San Cutberto † (684 - 685 nominato vescovo di Lindisfarne)
- Sant'Eata † (685 - 685 o 686 deceduto) (per la seconda volta)
- San Giovanni † (25 agosto 687 consacrato - 705 o 706 nominato arcivescovo di York)
- San Vilfrido † (706 - 709 deceduto)
- Sant'Acca † (709 - 731 o 732 deposto)
- San Frithbert † (8 settembre 734 - 23 dicembre 766 deceduto)
- Sant'Alcmund † (767 - 7 settembre 780 o 781 deceduto)
- San Tilberht † (2 ottobre 780 o 781 - 789 deceduto)
- Aethelberht † (circa 789 - 16 ottobre 797 deceduto)
- Heardred † (29 ottobre 797 - 800 deceduto)
- Lanberht (Eanberht) † (800 - 813 deceduto)
- Tilfret (Tidfrith) † (813 - 821 deceduto)
  - Sede vacante
  - Sede unita a Lindisfarne